# Xã Village, Quận Columbia, Arkansas
Xã Village (tiếng Anh: Village Township) là một xã thuộc quận Columbia, tiểu bang Arkansas, Hoa Kỳ. Năm 2010, dân số của xã này là 699 người.